# 金丝芝麻螺
金丝芝麻螺（学名：Angiola labiosa），是中腹足目芝麻螺科Angiola的一种。主要分布于台湾，常栖息在潮间带岩礁。